# Linceo (re di Argo)
Linceo (in greco antico: Λυγκεύς?, Lünkèus) è un personaggio della mitologia greca. Fu il quattordicesimo re di Argo.

## Genealogia
Figlio di Egitto e di Argifia, sposò Ipermnestra e divenne padre di Abante.

## Mitologia
Per ordine di suo padre Egitto ed assieme ai suoi fratelli (gli Egittidi), si recò ad Argo per chiedere allo zio Danao di cessare l'inimicizia che esisteva tra i due e di avere le sue figlie (le Danaidi) in spose. Durante la prima notte ad Argo fu l'unico a non essere ucciso dalla Danaide con cui dormì (Ipermnestra) poiché, avendo rispettato la verginità di lei, questa gli fu riconoscente e lo risparmiò. 
Linceo fuggì in seguito a Lircea ed in quel luogo costruì un faro che, come concordato con la futura moglie, era il segnale con cui avvisava lei della fuga. Poco tempo dopo lei stessa ne accese uno a Larisa per avvisarlo che anche lei era fuori pericolo. Per questo motivo gli abitanti di Argo organizzavano ogni anno un festival di luci.
Più tardi Danao li perdonò entrambi ed acconsentì al loro matrimonio.
Linceo successe al trono di Argo dopo la morte di Danao e dopo la sua morte fu succeduto dal figlio Abante.